# Сонети Шекспіра

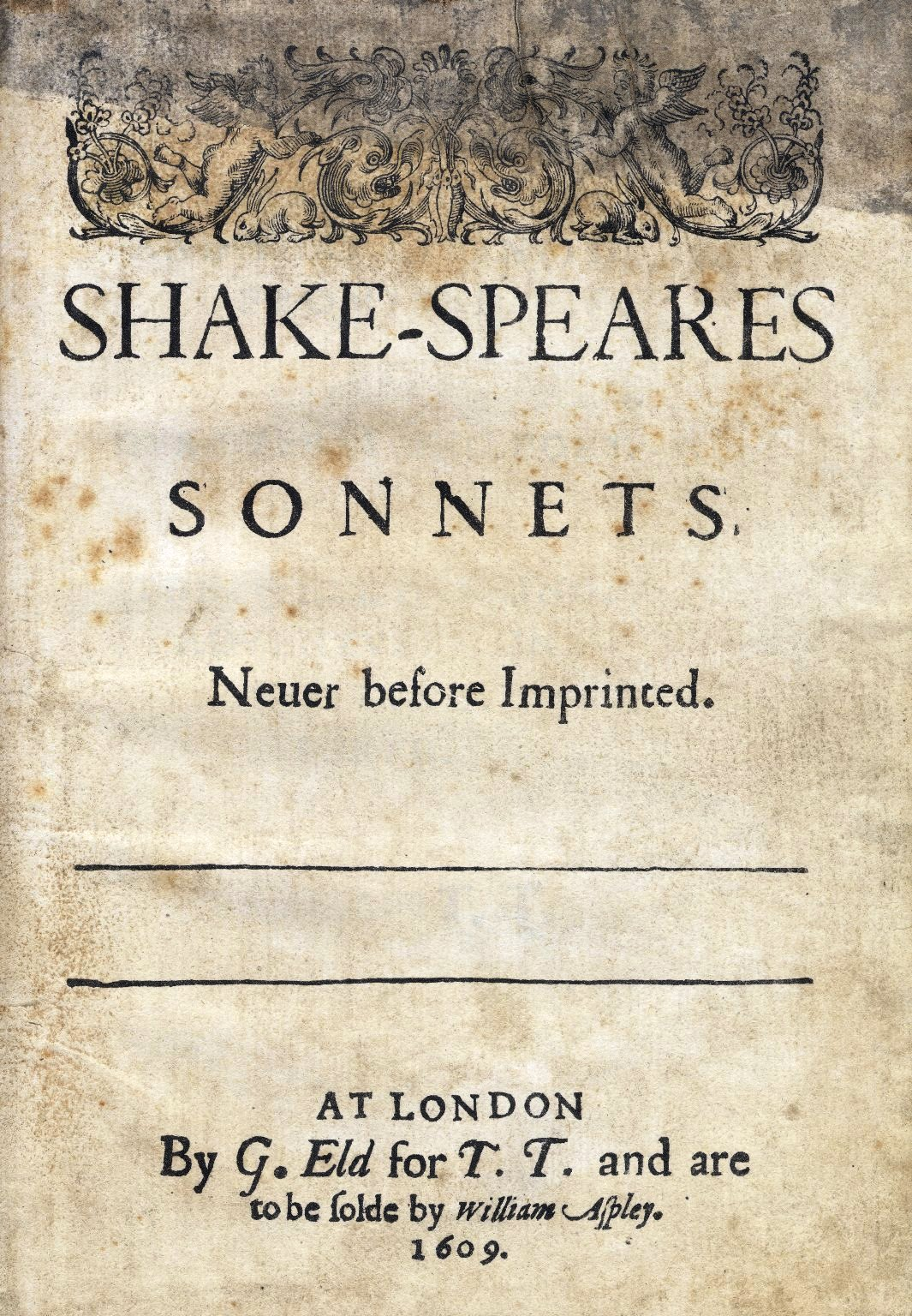
Перше (піратське!) видання «Сонетів» Шекспіра (1609 р.)

Сонети Шекспіра  (англ. Shakespeare's sonnets) — вірші англійського письменника Вільяма Шекспіра, написані у формі сонета.
Сонет був розповсюдженою в добу Відродження формою віршованого, ліричного звертання до дорогих для поета осіб, данину яким віддав і Шекспір.

## Відродження в Англії

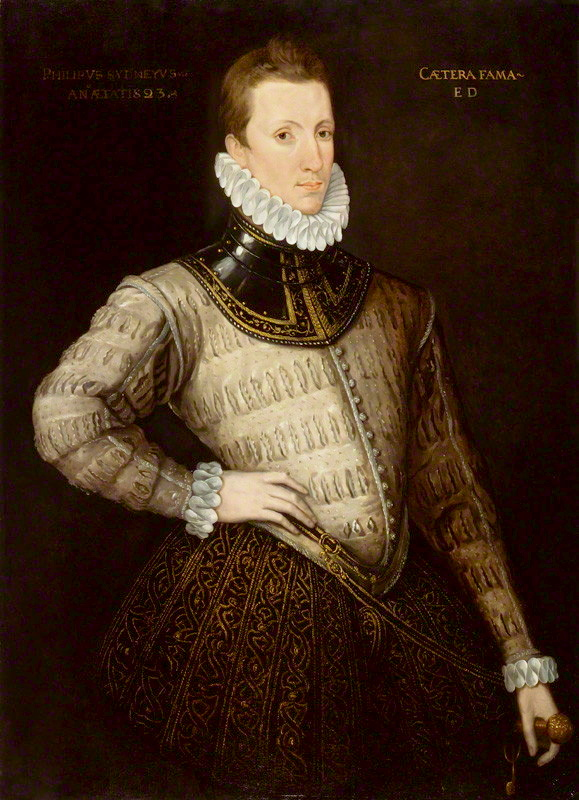
Поет Філіп Сідні, 1576 р.

Відродження в Англії мало обмежений характер, що найбільше відбився не в образотворчому мистецтві, а в літературі. Культура Англії приєдналася до ідей відродження з запізненням, а засвоєння ідей відродження і гуманізму збіглося з добою маньєризму і раннього бароко, що теж мали обмежений характер в країні. Тут часто використовували форми, вироблені в інших мистецьких центрах — в Італії, Нідерландах, частково — у Франції.
В поезії і в створенні п'єс для тогочасного театру англійські митці посіли провідні позиції в Європі, а імена англійських поетів і драматургів уславили країну — Філіп Сідні (1554–1586), Крістофер Марлоу (1564–1593), Бен (Бенджамін) Джонсон (1573–1637), Джордж Чапмен (бл. 1559–1634) та інші. Саме в Англії були створені умови для виховання і розвитку таланту такого велетня для європейської культури як Вільям Шекспір. 

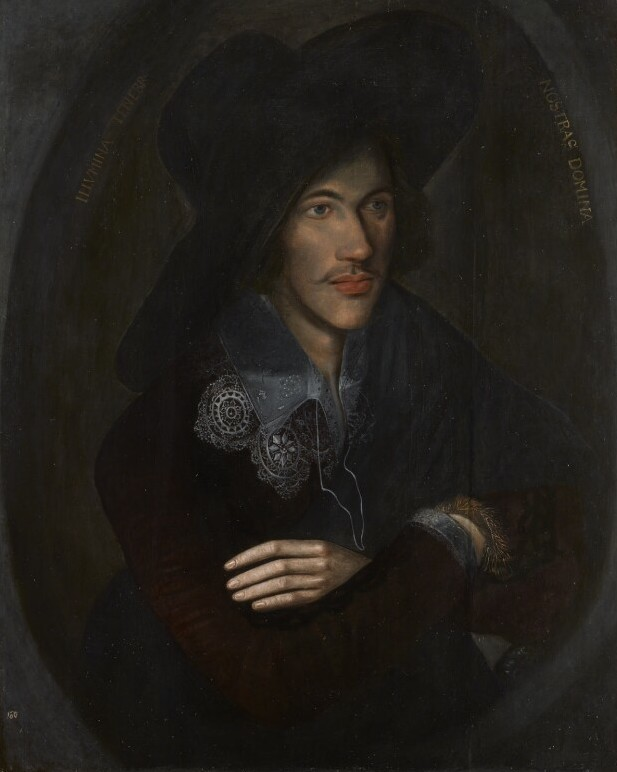
Невідомий художник. «Джон Донн в молоді роки»
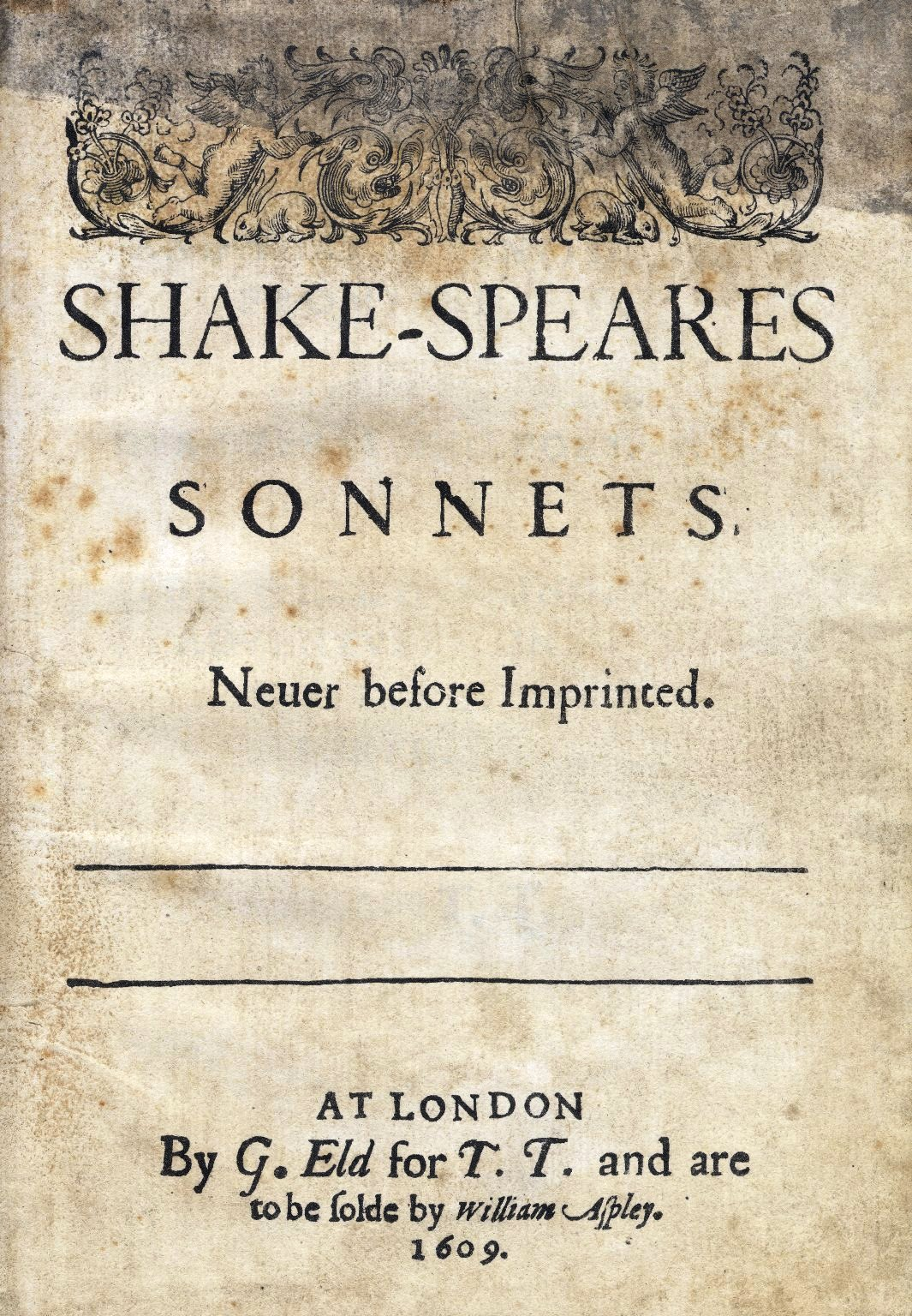
«Сонети» Шекспіра. Перше піратське видання 1609 р.
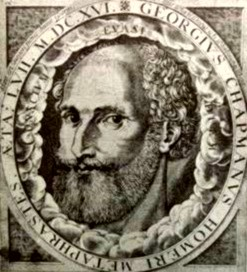
Джордж Чапмен. Поет і перекладач Гомера на англійську.
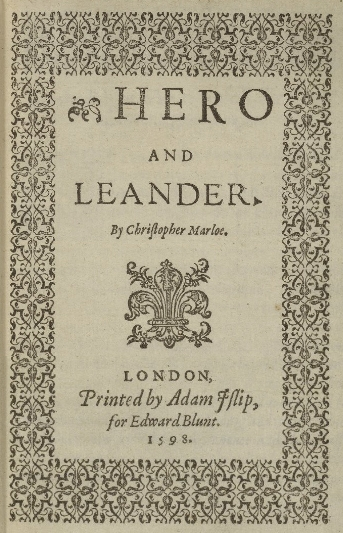
Твір Крістофера Марлоу «Геро і Леандр, 1598 р.

Англійське відродження мало аристократичний характер, а королівський двір посів місце головного ренесансного центру країни. Саме при дворі короля Генріха VIII працюють гуманіст Томас Мор і відомий німецький художник Ганс Гольбейн Молодший, а при дворі королеви Єлизавети І — поети Філіп Сідні і Роджер Меннерс, граф Ретленд (Шекспір), ранні п'єси якого йшли при дворі. Інтелектуальна еліта Англії мала всі умови для освіти, самоудосконалення, для подорожей, деякий час жила на континенті (Філіп Сідні — у Франції і в Нідерландах, Роджер Меннерс — у Франції, Данії та Італії). Вони отримали дійсну можливість стати мудрими на прикладах тих, хто пройшов шляхом помилок і небезпек — до них, засвоїти їх досвід, розвинути найкраще в досвіді попередників, з якої б країни вони не були.
Соне́т (італ. sonetto — звучати) — ліричний вірш, що складається з чотирнадцяти рядків п'ятистопного або шестистопного ямба, власне, двох чотиривіршів (катрени) з перехресним римуванням та двох тривіршів (терцети) з усталеною схемою римування. Тобто, це досить жорстка віршована форма, підвладна — не кожному.

## Шекспірівська форма сонета
Кожне літературне обдарування, якщо воно могутнє, створює власну поетичну форму. Шекспір не створив такої в англійському сонеті, а лише продовжив і розвинув її. Це три катрени і два останні рядки з висновком, майже афористичним. Саме такою формою користувались попередники та сучасники поета. Не настільки новими виглядають і теми сонетів, на що зауважив сам поет в одному з віршів. Але сміливий автор віртуозно грав зі звичними образами і темами англійського сонета, наблизив до зразків високого — побутове, повсякденне, зробивши і його спорідненим прекрасному.

## Кульгавий сонет персонажів Шекспіра
У ранній період творчості Шекспір охоче звертався до створення комедій, життєрадісних, зазвичай з оптимістичним завершенням подій. Чимало персонажів Шекспіра — це закохані, гострі на язик, здатні на мовні турніри, що самі пишуть сонети. Зрозуміло, що писав сонети сам автор, тому наділяв особистими здібностями і власних персонажів, не приховуючи жартівливого ставлення до їх кумедних опусів, які називав «кульгавими сонетами». Адже нелюдська форма сонета підвладна— не кожному. Цього недоліка, однак, позбавлені опуси самого Шекспіра.

## Піратське видання
В біографії автора — чимало нез'ясованих, темних, прихованих сторінок. Прихованою є й причина появи сонетів Шекспіра. Ми можемо лише здогадуватись, як талановитий юнак познайомився зі здобутками сторонніх поезій та їх темами,після цього й спробував сам. Спроби вийшли вдалими і почали супроводжували юнака на шляху змужніння, здобуття непростого, драматичного досвіду в дружбі, в коханні, у пізнанні суворого, небезпечного світу. Про це розповіли самі сонети, де відсутні конкретні імена і навіть натяки на соціальний стан героїв. Але зрозуміло, що то аристократична верхівка суспільства, освічена і не без здібностей, знайома з літературою інших країн. Саме забезпеченому добробуту та дозвіллю освічених аристократів ми завдячуємо появою цих віршів. Навряд чи Шекспір призначав до оприлюднення ліричні звернення до друга чи до коханої. Все вийшло попри його наміри.
Сонети злочинно викрали й надрукували без відома автора, добре усвідомлюючи їх надзвичайну мистецьку вартість і сподіваючись на прибуток. Так з'явилося перше (піратське!) видання «Сонетів» Шекспіра 1609 року. Книга вийшла завдяки зусиллям «книжкового пірата» Томаса Торпа. Адже на початку XVII століття в Англії ще не існувало поняття про інтелектуальну власність і кожний ділок—видавець міг видати власним коштом будь-який твір, якщо дістав рукопис або навіть невдалу його копію, як було із текстами драм Шекспіра.
Непрямим доказом про знайомство справжнього автора з формою сонета є цитата з сонета Філіпа Сідні, яка вкладена в уста Фальстафа, комедійного персонажа ранніх п'єс Шекспіра. Цікаво, що сучасники часто метафорично називали Феніксом як самого уславленого поета Філіпа Сідні, так і його доньку(адже від фенікса може народитися лише фенікс). А донька поета, Єлизавета Сідні, сама поетеса, якраз і була коханою та громадянською дружиною графа Ретленда, тобто Роджера Меннерса, володаря замку Бівер.
Нині назване піратське видання посідає 52-й рядок у Рейтингу 100 найкращих книг усіх часів журналу Ньюсвік.

## Честерівська збірка
Прийнявши як факт літературного життя Англії XVII ст. навіть піратське видання «Сонетів», дослідники вивчили, що передувало появі книги. Ним виявилася «Честерівська збірка» 1601 року, єдине колективне видання, де брав участь і автор «Шекспір» (тобто особа, що використала цей псевдонім). Цей «Шекспір» надав для збірки поему «Голуб та Фенікс», яка була щонайменше першим прижиттєвим виданням автора з його відома. У збірці оприлюднені «Пісні Голуба до прекрасної Фенікс», які надзвичайно схожі на теми і слабко позначений сюжет «Сонетів».
Лише багатством та аристократичним походженням автора можна пояснити зневагу до оприлюднення віршів, адже тогочасного багатія не цікавив прибуток від якихось видань. Автор сонетів був цілком захищений з інших джерел, мав розкішну бібліотеку, навчався в Падуанському університеті, подорожував за кордоном, мав забезпечене і вільне дозвілля. І навпаки, реальний Шекспір(як правильно вимовляється прізвище особи, що подарувала псевдонім поетові-аристократу) відрізнявся жадобою до грошей і прибутків, переслідував судом боржників-сусідів, не виїздив за межі Англії, початково і примітивно опанував грамоту і не залишив по собі а ні приватної бібліотеки, а ні жодного рукопису нащадкам.
(Чи не занадто категоричний виклад однієї з концепцій визначення реальної особи Шекспіра?)

## Умовність розподілу сонетів та сюжетних ліній

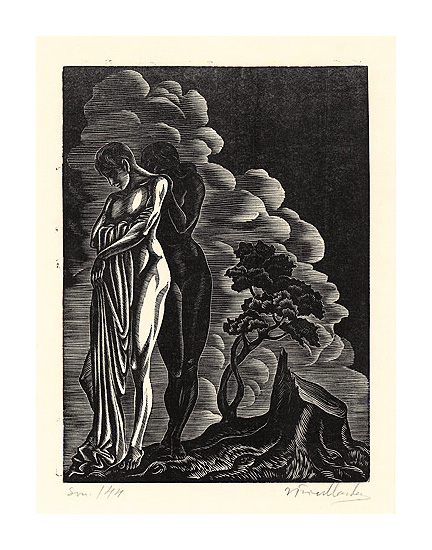
Дереворит до сонета 144, «Два кохання» з видання сонетів 1931 р.

Ми не знаємо достеменно порядку виникнення віршів (датування яких умовне), тому їх пов'язують чи співставляють з часом створення пізніх драматичних творів митця. Перелік сонетів теж досить умовний і лише за характером подій і слабко позначеного сюжету їх друкують. Проте, існує декілька сонетів, ніяк не пов'язаних з запропонованим дослідниками сюжетом, досить самостійних і дещо незвичних (перші п'ять сонетів, де автор переконує друга залишити після себе дітей, сонет 66, сонети 153 та 154, які, можливо, були написані першими, а друкують зараз — останніми). Два з них були надруковані ще у 1599 році в збірці «Пристрасний пілігрим». Це сонети 138 і 144. Осудом ганебних явищ тогочасної дійсності став і уславлений 66 сонет. До нашого часу збережено лише 154 сонети (які друкують), але невідомо, скільки їх було створено автором взагалі.
Увесь цикл сонетів поділяють на окремі тематичні групи:
- Сонети з посвятою другу: 1—126
  - Оспівування друга: 1—26
  - Випробування дружби: 27—99
    - Гіркота розлуки: 27—32
    - Перше розчарування в другові: 33—42
    - Туга і побоювання: 43—55
    - Зростаюче відчуження і меланхолія: 56—75
    - Суперництво і ревнощі до інших поетів: 76—96
    - «Зима» розлуки: 97—99

  - Радість відновленої дружби: 100–126
- Сонети, присвячені смуглявій коханці: 127–152
- Післямова(?) передмова (?)— радість кохання: 153

Захоплення поезіями Шекспіра поділяли вже сучасники автора. Невідомий студент записав: "Нехай цей світ глупоти звеличує Спенсера та Чосера, а я вклоняюсь медоплинному Шекспірові й настільки шаную його, що ночами тримаю « Венеру і Адоніса» під власною подушкою". А мова йде про ранній і не найбільш досконалий твір поета.

## Переклади українською
Склалася довготривала літературна традиція перекладів сонетів Шекспіра в різних світових літературах. Українською перші переклади окремих сонетів виконали: П. Куліш, Ю. Федькович, І. Франко, М. Славинський, П. Грабовський. У ХХ столітті художній рівень вітчизняних тлумачень шекспірівської поезії суттєво зріс, а їх число набагато розширилося. Серед імен фігурують: Д. Паламарчук, Д. Павличко, М. Москаленко, С. Караванський, Г. Селезінка і О. Селезінка, Г. Пилипенко, Н. Бутук, В. Марач, І. Кондратишин; в еміграції перекладали: І. Костецький, Юрій Клен, Т. Осьмачка, В. Барка, О. Тарнавський, Яр Славутич.
Повне видання сонетів вийшло на еміграції в перекладі І. Костецького (1958), у Києві в перекладі Д. Паламарчука (1966) та у Львові в перекладі Д. Павличка (1998) й І. Селезінки та О. Селезінки (2005).
- Шекспірові сонети [Архівовано 20 вересня 2021 у Wayback Machine.]. пер. І. Костецький. — Мюнхен, «На горі», 1958. — 256 с.
- Вільям Шекспір. Сонети [Архівовано 20 вересня 2021 у Wayback Machine.]. пер. Д. Паламарчука. — К., «Дніпро», 1966. — 196 с.
- William Shakespeare. Sonnets – Вільям Шекспір. Сонети / Переклав Дмитро Павличко. – Львів: Літопис, 1998. – С.319.
- Шекспір В. Сонети / Переклад І.О.Селезінки та О.М.Селезінки. – Львів: НВФ “Українські технології”, 2005. – С.195.

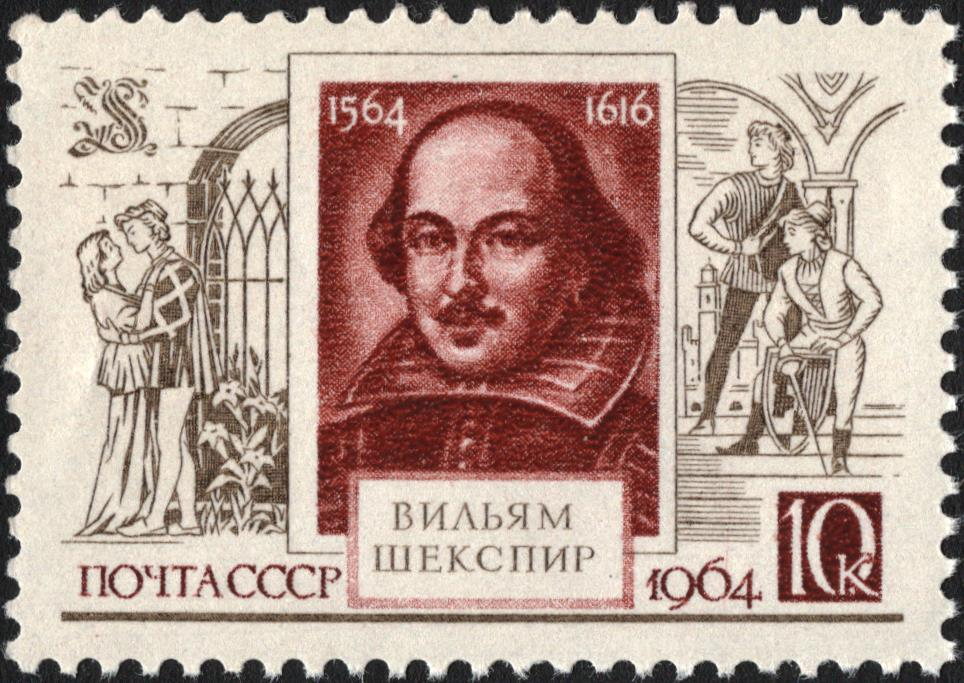
Марка на честь Шекспіра часів СРСР, 1964 р.